# Sheppardia polioptera
Pisco-d'asa-cinzenta ou pisco-de-asa-cinzenta (Sheppardia polioptera) é uma espécie de ave da família Muscicapidae.
Pode ser encontrada nos seguintes países: Angola, Burundi, Camarões, República Centro-Africana, República Democrática do Congo, Costa do Marfim, Guiné, Quénia, Libéria, Nigéria, Ruanda, Serra Leoa, Sudão, Tanzânia, Uganda e Zâmbia.
Os seus habitats naturais são: florestas subtropicais ou tropicais húmidas de baixa altitude e regiões subtropicais ou tropicais húmidas de alta altitude.